# George Alexandru
George Alexandru (ur. 21 listopada 1957 w Bukareszcie, zm. 1 stycznia 2016 tamże) – rumuński aktor filmowy i teatralny.

## Filmografia (wybrana)
- 1978: Ecaterina Teodoroiu
- 1980: Ultima noapte de dragoste
- 1985: Noi, cei din linia întâi
- 1987: François Villon - Poetul vagabond
- 1992: Înnebunesc și-mi pare rău
- 1993: Chira Chiralina
- 1994: Începutul adevărului (Oglinda)
- 1996: Punctul zero
- 2001: În fiecare zi Dumnezeu ne sărută pe gură
- 2003: Dulcea saună a morții
- 2004: Milionari de weekend
- 2005: Un espresso
- 2008: Supraviețuitorul
- 2008: Nunta mută
- 2013: Quod erat demonstrandum